# 滋賀県道252号南浜山本高月線
滋賀県道252号南浜山本高月線（しがけんどう252ごう みなみはまやまもとたかつきせん）は、滋賀県長浜市を通る一般県道である。

## 概要
長浜市南浜町から長浜市高月町高月に至る。
この県道の半分ほどが滋賀県道44号木之本長浜線と重なる。地元住民から「なんざんこう」の略称で呼ばれることがある。

### 路線データ
- 起点：長浜市南浜町（滋賀県道331号湖北長浜線交点）
- 終点：長浜市高月町高月（高月交差点、国道8号交点、滋賀県道279号落川高月線終点）
- 総延長：5.8 km

## 路線状況

### 重複区間
- 滋賀県道44号木之本長浜線（長浜市南浜町 - 長浜市安養寺町・安養寺交差点）

### 道路施設

#### 橋梁
- びわ大橋（姉川、長浜市、滋賀県道44号木之本長浜線重複区間内）
- 新川橋（田川、長浜市、滋賀県道44号木之本長浜線重複区間内）
- 益田橋（益田川、長浜市、滋賀県道44号木之本長浜線重複区間内）
- 鴨足橋（丁野木川、長浜市）

## 地理

### 通過する自治体
- 滋賀県
  - 長浜市

### 交差する道路
| 交差する道路                                                    | 交差する場所 | 交差する場所      |
| --------------------------------------------------------------- | ------------ | ----------------- |
| 滋賀県道331号湖北長浜線 / 湖周道路＝さざなみ街道                | 南浜町       | 起点              |
| 滋賀県道44号木之本長浜線 重複区間起点                           | 南浜町       |                   |
| 滋賀県道255号早崎湖北線                                         | 益田町       | 益田交差点        |
| 滋賀県道44号木之本長浜線 重複区間終点 滋賀県道501号安養寺虎姫線 | 安養寺町     | 安養寺交差点      |
| 滋賀県道545号延勝寺速水線                                       | 湖北町山本   |                   |
| 滋賀県道258号速水片山線                                         | 湖北町山本   | 山本交差点        |
| 滋賀県道259号西阿閉東物部線                                     | 高月町西阿閉 |                   |
| 国道8号 滋賀県道279号落川高月線                                 | 高月町高月   | 高月交差点 / 終点 |

### 沿線
- 朝日幼稚園
- 父塚古墳
- 高月郵便局